# Mala Floramye
Mala Floramye najpoznatija je opereta u tri čina hrvatskog skladatelja Ive Tijardovića. Praizvedba se održala 14. siječnja 1926. godine u Splitu. Prvi čin događa se u na obali, pred početak prvog svjetskog rata, drugi u Quimpervilleu, malom mjestu pokraj Marseillea, pred kraj rata, a treći u Splitu, nakon rata, u stanu Floramyeine prijateljice.

## Radnja

### Prvi čin
Karnevalska noć. Splitska obala je ukrašena lampionima, cvijećem, a u gomili svijeta student Mirko traži svoju Floramye. Trojica splitskih kavalira poodmakle dobi, također su u gradu i postaju predmetom zabave splitskih mladića. Ovaj put okomljuju se na Šjor Bepa Pegulu i njegove zavodničke slonosti.
Na rivu stiže i Floramye. Taj "najlipši splitski cvit" iz kuće se iskrao mimo majčine volje i uzvraća ljubav Mirku.
Tu je, naravno, i redarstveni organ, strogi čuvar "morala i reda". "U ime koraka tri zakona natrag!" – naredbe su kojima uveseljava prisutne, dok maškare zadirkuju i tog predstavnika javnog reda.
Šjora Petronila, ljuta što je kćer nije poslušala, stiže na rivu i zatiče Floramye u plesu sa šjor Danom i šjor Filom. Floramye bježi pred zajapurenom majkom, dok je Dane i File nastoje umiriti.
Približava se izbor kraljice – najuzbudljiviji dio karnevala. Pobjeđuje naravno Floramye, a za svoga kralja ona bira Mirka. Istovremeno mangupi poručuju šjor Bepu da mu Floramye zakazuje ljubavni sastanak. Bepo s velikim buketom cvijeća  žuri na randevu, ali u loš čas. Umjesto Floramye koja je sa svojim Mirkom, na sastanak mu stiže šjora Petronila. I ona je čula da netko ima randevu s njenom kćerkom. Šjor Bepo opet izvlači kraći kraj: dobiva po glavi od šjora Petronile, koja još i traži od redara da uhapsi Bepa zbog zavođenja maloljetnice.

### Drugi čin
Quimperville, malo mjesto pokraj Marseillea. Floramye je u ratnim godinama napustila Split i sada radi kao bolničarka u vojnoj bolnici u Quimpevilleu. U ratu je izgubila svaki trag svih roditelja.  Promijenila je i ime, pa se sada zove Suzette. No prije toga je u Parizu radila kao plesačica u kabaretu.
U vojnu bolnicu treba doći poručnik Petar Petrović, junak kote 212. Svi se pripremaju za doček slavnog junaka.
Slučajno se u Marseilleu našao i šjor Bepo Pegula koji je tamo upoznao englesku bolničarku Miss Evelin Beauty-Flower. Ona ga poziva na doček u vojnu bolnicu. On prihvaća i za tu priliku oblači generalsku uniformu što izazove zabunu: svi pomisle da je on junak kote 212.
Kada napokon stigne poručnik Petrović Suzette u njemu prepoznaje svoga Mirka, ali ne želi da Mirko nju prepozna jer se boji da će mu biti mrsko što je radila kao plesačica. Ali ljubav oprašta sve.

### Treći čin
Split, neposredno nakon završetka prvog svjetskog rata. Šjor Bepo Pegula se hvali svojim ljubavnim avanturama i vojnim podvizima. Ali kada u Split stignu Mirko i Floramye njegove priče o vojnim uspjesima padaju u vodu, a kada stigne Miss Eveline i ljubavne avanture postaju očigledne. Eveline nikako nije engleska princeza nevjerojatne ljepote.
I tako u smijehu, pjesmi, ljubavnim sretnim završetkom završava priča Male Floramye, splitske ljubimice i "najlipšeg spliskog cvita".

## Uloge
Poznati glumci i uloge koje su glumili u Maloj Floramye:
- Branko Kovačić, Boris Dvornik, Tonči Banov - šjor Bepo
- Albin Kokeza, Vinko Maroević - šjor File
- Vinko Varvodić, Trpimir Jurkić - šjor Dane
- Miljenko Štambuk - redatelj i koreograf
- Svenka Marćinko, Marija Gatin, Gertruda Munitić, Marina Jajić, Antonela Malis - Mala Floramye
- Maria Boga Verdes - Miss Evelin Beauty-Flower (Misili-Bisili)
- -Marija Gatin - šjora Petronila
- - Tonkica
- - Marica
- - Mirko
- - Zvone
- - Marinko
- - Almette
- - Redar
- - šjor Felicio
- - Američki novinar
- - Picaferaj
- Ilija Zovko - marquis Armand de Guimperville

## Vanjske poveznice
- http://www.rivaon.com/arhiv/2005/v1025/v1025.htm  Arhivirana inačica izvorne stranice od 28. veljače 2007. (Wayback Machine)